# Sønder Vissing
Sønder Vissing er en landsby i Østjylland med 430 indbyggere  (2024), beliggende i Sønder Vissing Sogn. Landsbyen ligger i den vestlige del af Horsens Kommune og hører under Region Midtjylland.
I landsbyen findes bl.a.
- Sønder Vissing Skole, 0.-9. klasse, inkl. skolefritidsordning, nedlagt i 2011[2]
- Toftegården, plejehjem, nedlagt i 2011[3]
- Sønder Vissing Kirke med to runesten, Sdr. Vissing 1 og 2
- Forsamlingshus
- Villa Himmelblå, børnehave
- Torvehallen Sdr. Vissing

Den sidste dagligvarebutik, Let Køb, lukkede i 2004.
Fra Sønder Vissing er der direkte busforbindelse til Brædstrup og Skanderborg med Midttrafiks rute 502.

## Sdr. Vissing Skole
Sdr. Vissing Skole blev oprettet som rytterskole i 1721, og ombygget i 1893 og 1910. En ny skole blev bygget i 1965, med 110 elever i syv klasser. I 1981 blev der yderligere bygget to fløje med sløjd og hjemkundskab til. I 2006 blev en ny indskolings-afdeling bygget, således at skolen havde elever fra 0. til 9. klasse, hvor det tidligere var fra 4. til 10. klasse. Skolen lukkede i 2011.